# Tronchy
Tronchy är en kommun i departementet Saône-et-Loire i regionen Bourgogne-Franche-Comté i östra Frankrike. Kommunen ligger i kantonen Saint-Germain-du-Plain som tillhör arrondissementet Chalon-sur-Saône. År 2022 hade Tronchy 241 invånare.

## Befolkningsutveckling
Antalet invånare i kommunen Tronchy
| Referens: INSEE |